# Čaka
Čaka é um município da Eslováquia, situado no distrito de Levice, na região de Nitra. Tem 9,07 km² de área e sua população em 2018 foi estimada em 732 habitantes.

## Demografia
| Ano:        | 1994 | 2004    | 2014    | 2024   |
| ----------- | ---- | ------- | ------- | ------ |
| Broj ljudi: | 974  | 870     | 773     | 707    |
| Razlika:    |      | -10,67% | -11,14% | -8,53% |

| Ano:               | 2023 | 2024   |
| ------------------ | ---- | ------ |
| Número de pessoas: | 720  | 707    |
| Diferença:         |      | -1,80% |